# دومینو
دومینو یک بازی فکری با منشأ چینی است که با مهره‌های معمولاً با رنگ سفید که دو طرف آن اعدادی از صفر تا ۶ با تعداد نقاط با طرح نقاط تاس بازی می‌شود. این بازی به صورت دو نفره یا چهار نفره بازی می‌گردد بازی ۲۸ مهره دارد.

## روش بازی

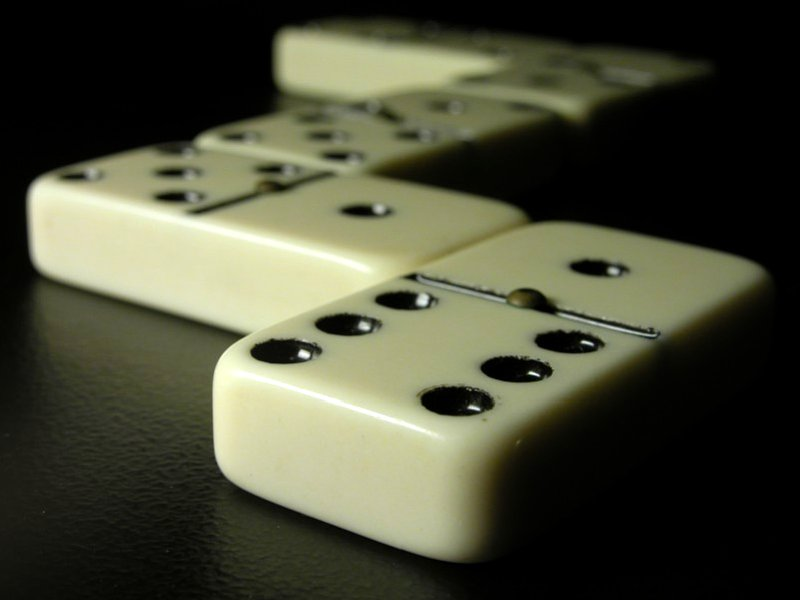
قطعه‌های دومینو شیری قهوه ای

بازی دومینو شامل ساختن زنجیره‌ای از دومینوهاست. بازی با یک دومینو شروع می‌شود و برای اضافه کردن یک دومینو جدید باید یکی از مربع‌های آن را با مربعی در یکی از دو انتهای زنجیر موجود جفت کنید (یعنی هر دو مربع تعداد یکسانی نقطه داشته باشند). بازیکنان با تعداد مساوی دومینو شروع می‌کنند و برنده کسی است که زودتر از همهٔ دومینوهایش را مصرف کند. اگر دومینوهای اضافه‌ای وجود داشته باشند، در بانک بازی قرار می‌گیرند. در هر نوبت هر بازیکن یک دومینو به زنجیر اضافه می‌کند و اگر نتوانست، نوبت را به حریف واگذار می‌کند و یک دومینو از بانک برمی‌دارد (اگر بانک خالی نباشد).
دومینو یک بازی بسیار خوب و غیرقابل پیش‌بینی می‌باشد چون احتمال می‌رود که یکی از بازیکنان تنها یک دومینو داشته باشد تا بازی را به انتها برساند اما با بسته شدن راه ممکن است تمام بانک را برای پیدا کردن دومینویی که راه او را بسته بردارد و دومینوی مورد نظر را پیدا نکند و دست آخر بازی را واگذار کند اما این احتمال هم وجود دارد که باشمردن دومینوها که در دست خود و بر روی زمین وجود دارد بتواند بازی را ببرد که این کار عملی می‌باشد.
دومینو را می‌توان ۲ و ۴ نفره بازی کرد که در بازی ۴ نفره بانک وجود ندارد و به این‌گونه است که مهره‌ها را کنار هم چیده البته به صورت بالعکس به طوری که روی سفید آن‌ها دیده شود و به این ترتیب که نفر اول ۲ مهره می‌کشد و نفرات بعدی نیز به ترتیب و از سمت راست ۲ مهره برداشته، در دور دوم نیز ۲ مهره و در نهایت ۳ مهره بر می‌داند تا در آخر هر نفر ۷ مهره داشته باشد. شروع بازی با کسی ست که جفت شش داشته باشد و نفر بعدی بازهم در سمت راست او است. دو فرد روبروی هم نیز شریک یا یار یکدیگر محسوب می‌شوند. اگر نوبت به هریک از بازیکن‌ها رسید و وی مهره مورد نظر را نداشت نوبت بازی به دیگری می‌رسد. در پایان هرکس زودتر مهره‌های خود را تمام کرد مهرهای دو رقیب دیگر که یکی در سمت راست و دیگری در سمت چپ وی است شمرده می‌شوند (منظور خال‌های به روی مهره‌ها) و به نفع تیم برده ثبت می‌شوند و هر تیم که امتیاز خود را به ۱۱۴ رساند پیروز است.
البته این بازی پایه و ابتدایی دومینو است و بازی‌های بسیار متنوع و شورانگیزی می‌توان کرد.

## انواع بازی
با توجه به فرهنگ‌های مختلف، حداقل ۸ نوع مختلف بازی با دومینو در سراسر جهان وجود دارد. نوع متداول در ایران نوع خاورمیانه ای است. در برخی کشورها همراه با کارت بازی می‌شود. همچنین به صورت سرعتی یا رکوردی روی هم یا در کنار هم چیدن هم می‌توان آن را بازی کرد.